# 馬歇爾縣 (肯塔基州)
馬歇爾縣（英語：Marshall County）是美國肯塔基州西部的一個縣，東界田納西河與肯塔基湖相望。面積881平方公里。根據美國2000年人口普查，共有人口30,125人。縣治本頓 (Benton)。
成立於1842年6月1日。紀念曾任代表維吉尼亞州的眾議員、國務卿、首席大法官的約翰·馬歇爾。直到2004年為止為一禁酒的縣：卡弗特城的餐廳經過居民投票，獲許售賣含酒精飲料。